# William F. Love
William Franklin Love (* 29. März 1850 bei Liberty, Amite County, Mississippi; † 16. Oktober 1898 in Gloster, Mississippi) war ein US-amerikanischer Politiker. Zwischen 1897 und 1898 vertrat er den fünften Wahlbezirk des  Bundesstaates Mississippi im US-Repräsentantenhaus.

## Werdegang
William Love besuchte die öffentlichen Schulen seiner Heimat und studierte anschließend an der University of Mississippi in Oxford. Danach arbeitete er in der Landwirtschaft und wurde politisch als Mitglied der Demokratischen Partei tätig. Zwischen 1878 und 1882 sowie nochmals von 1884 bis 1888 war er Abgeordneter im Repräsentantenhaus von Mississippi. Zwischen 1889 und 1896 gehörte er dem im Staatssenat an. Im Jahr 1890 war Love Delegierter auf einer Versammlung zur Überarbeitung der Staatsverfassung von Mississippi.
Bei den Kongresswahlen des Jahres 1896 wurde Love im fünften Distrikt von Mississippi in das US-Repräsentantenhaus in Washington, D.C. gewählt. Dort trat er am 4. März 1897 die Nachfolge von Walter M. Denny an. Er konnte seine zweijährige Legislaturperiode, die am 3. März 1899 geendet hätte, aber nicht mehr beenden, weil er am 16. Oktober 1898 starb. Die fällige Nachwahl gewann dann Frank A. McLain, der die Amtszeit von Love beendete und dann noch bis 1903 im Kongress verblieb.